# Шевченковка (Днепропетровская область)
Шевче́нковка (укр. Шевченківка) — село,
Шевченковский сельский совет,
Магдалиновский район,
Днепропетровская область,
Украина.
Код КОАТУУ — 1222387401. Население по переписи 2001 года составляло 398 человек.
Является административным центром Шевченковского сельского совета, в который, кроме того, входят сёла
Евдокиевка и
Тарасовка.

## Географическое положение
Село Шевченковка находится на правом берегу реки Чаплинка,
выше по течению примыкает село Евдокиевка,
ниже по течению примыкает село Першотравенка,
на противоположном берегу — село Тарасо-Шевченковка.
Рядом проходит автомобильная дорога Т-0414.

## История
- Село основано в конце XVIII века под названием Чаплинка.
- 1917 год — переименовано в село Тарасо-Шевченковка.
- 1956 год — переименовано в село Шевченковка.

## Экономика
- «Им. Шевченко», агрофирма, ООО.

## Объекты социальной сферы
- Школа.
- Детский сад.
- Дом культуры.
- Фельдшерско-акушерский пункт.

## Достопримечательности
- Братская могила советских воинов.

## Известные люди
- Соловьёв, Александр Иванович (1918—2004) — российский учёный, педагог, д.т.н., профессор кафедры  электрогидроакустической и медицинской техники ТТИ ЮФУ, автор более двадцати книг, родился в селе Шевченковка.